# خسوف القمر نوفمبر 2021
حدث خسوف جزئي للقمر يوم الجمعة 19 نوفمبر 2021. حيث حدث الكسوف على ميكرون. وهو أطول خسوف جزئي للقمر منذ عام 1440، والأطول حتى عام 2669؛ ومع ذلك، فإن العديد من الكسوفات، بما في ذلك خسوف القمر القادم في نوفمبر 2022 سيكون لها فترة أطول من الاتصال المظلي في 3 ساعات و 30 دقيقة. هذا الكسوف له مرحلة جزئية طويلة لأنه جزئي بالكامل. يتضمن أي كسوف كلي فترة جزئية بنسبة 97٪ مثل الحد الأقصى لنقطة الكسوف لهذا الكسوف. على عكس الكسوف الكلي للشمس، لا يبحث المراقبون عن المدة الممتدة.

## الرؤية
كان الخسوف مرئيًا تمامًا فوق آسيا وأستراليا والأمريكتين يوم الجمعة، 19 نوفمبر 2021، وبعض أجزاء من ألاسكا وهاواي يوم الخميس 18 نوفمبر 2021. في حين كان مرئي جزئياً في الشمال الغربي وشمال أوروبا وأقصى شمال شرق أوروبا (شمال شرق روسيا الأوروبية ).
| </img> |

| </img> <br /> خريطة الرؤية |

## الخسوفات ذات الصلة

### خسوفات وكسوفات أخرى عام 2021
- خسوف كلي للقمر في 26 مايو.
- كسوف حلقي للشمس في 10 يونيو.
- كسوف كلي للشمس في 4 ديسمبر.

### سلسلة تريتوس
تتكرر سلسلة تريتوس 31 يومًا بأقل من 11 عامًا في العقد المتناوبة، أي أنه الأحداث المتسلسلة لها مؤشرات دورة ساروس المتزايدة بحيث تنتج هذه السلسلة 20 خسوفًا إجماليًا بين 24 أبريل 1967 و 11 أغسطس 2185، وكانت جزئية فقط في 19 نوفمبر 2021.
| سلسلة كسوف تريتوس (مجموعة فرعية 1901-2087) | سلسلة كسوف تريتوس (مجموعة فرعية 1901-2087) | سلسلة كسوف تريتوس (مجموعة فرعية 1901-2087) | سلسلة كسوف تريتوس (مجموعة فرعية 1901-2087) | سلسلة كسوف تريتوس (مجموعة فرعية 1901-2087) | سلسلة كسوف تريتوس (مجموعة فرعية 1901-2087) | سلسلة كسوف تريتوس (مجموعة فرعية 1901-2087) |
| عقدة تنازلية                               | عقدة تنازلية                               | عقدة تنازلية                               |                                            | عقدة تصاعدية                               | عقدة تصاعدية                               | عقدة تصاعدية                               |
| ساروس                                      | تاريخ المعاينة                             | نوع رسم بياني                              | ساروس                                      | تاريخ المعاينة                             | نوع رسم بياني                              |                                            |
| ------------------------------------------ | ------------------------------------------ | ------------------------------------------ | ------------------------------------------ | ------------------------------------------ | ------------------------------------------ | ------------------------------------------ |
| 115                                        | 27 أكتوبر 1901                             | جزئي                                       | 116                                        | 26 سبتمبر 1912                             | جزئي                                       |                                            |
| 117                                        | 26 أغسطس 1923                              | جزئي                                       | 118                                        | 26 يوليو 1934 ‏                             | جزئي                                       |                                            |
| 119                                        | 25 يونيو 1945 [الإنجليزية]                 | جزئي                                       | 120                                        | 24 مايو 1956 [الإنجليزية]                  | جزئي                                       |                                            |
| 121                                        | 24 أبريل 1967 [الإنجليزية]                 | كلي                                        | 122                                        | 24 مارس 1978 [الإنجليزية]                  | كلي                                        |                                            |
| 123                                        | 20 فبراير 1989 [الإنجليزية]                | كلي                                        | 124                                        | 21 يناير 2000                              | كلي                                        |                                            |
| 125                                        | 21 ديسمبر 2010                             | كلي                                        | 126                                        | 19 نوفمبر 2021                             | جزئي                                       |                                            |
| 127                                        | 2032 Oct 18                                | كلي                                        | 128                                        | 19 سبتمبر 2043 [الإنجليزية]                | كلي                                        |                                            |
| 129                                        | 18 أغسطس 2054 [الإنجليزية]                 | كلي                                        | 130                                        | 17 يوليو 2065 [الإنجليزية]                 | كلي                                        |                                            |
| 131                                        | 17 يناير 2076 [الإنجليزية]                 | كلي                                        | 132                                        | 17 مايو 2087 [الإنجليزية]                  | كلي                                        |                                            |
| 133                                        | 15 أبريل 2098                              | كلي                                        |                                            |                                            |                                            |                                            |

### سلسلة ساروس
تحتوي سلسلة ساروس القمر 126، التي تتكرر كل 18 عامًا و 11 يومًا، على إجمالي 70 حدثًا من خسوف القمر بما في ذلك 14 خسوفًا إجماليًا للقمر. يتداخل ساروس شمسي 133 مع هذا الساروس القمري مع حدث يحدث كل 9 سنوات 5 أيام بالتناوب بين كل سلسلة ساروس.
أول خسوف شبه للقمر: 18 يوليو 1228
أول خسوف جزئي للقمر: 24 مارس 1625
أول خسوف كلي للقمر: 19 يونيو 1769
أول خسوف مركزي للقمر: 11 يوليو 1805
أكبر خسوف للقمر ساروس 126: 13 أغسطس 1859، استمر 106 دقيقة.
آخر خسوف مركزي للقمر: 26 سبتمبر 1931
آخر خسوف كلي للقمر: 9 نوفمبر 2003
آخر خسوف جزئي للقمر: 5 يونيو 2346
الخسوف الأخير للقمر: 19 أغسطس 2472
1901-2100
15 سبتمبر 1913
26 سبتمبر 1931
7 أكتوبر 1949
18 أكتوبر 1967
28 أكتوبر 1985
9 نوفمبر 2003
19 نوفمبر 2021
30 نوفمبر 2039
11 ديسمبر 2057
22 ديسمبر 2075
1 يناير 2094

### دورة نصف ساروس
سوف يسبق خسوف القمر خسوف الشمس ويتبعه 9 سنوات و 5.5 أيام ( نصف ساروس ). يرتبط خسوف القمر هذا بخسوفين كليين للشمس من ساروس شمسي 133 .
| 13 نوفمبر 2012 | 25 نوفمبر 2030 |
| -------------- | -------------- |
|                |                |

## روابط خارجية
- دورة ساروس 126.